# Kim Kardashian, Superstar
 Pour plus de détails, voir Fiche technique et Distribution
Kim Kardashian, Superstar (également connu simplement sous le titre de Kim K Superstar) est un film pornographique américain de 2007 mettant en vedette la personnalité de la télévision américaine Kim Kardashian et le chanteur-acteur Ray J. Il montre le couple ayant des rapports sexuels en octobre 2002 pendant ses vacances à Cabo San Lucas au Mexique.

## Contexte
Le film met en scène Kim Kardashian et Ray J en octobre 2002, dans un complexe de luxe Esperanza à Cabo , au Mexique, pour le 23e anniversaire de Kardashian. Ray J a filmé une grande partie de la fête avec un caméscope de poche, le capturant lui et Kim Kardashian "en train de faire des bêtises " et aussi avoir des rapports sexuels.
Kim Kardashian était relativement inconnue avant la sortie de la vidéo. Elle était principalement connue comme la fille de Robert Kardashian, célèbre notamment pour avoir été l'avocat de la défense d'O. J. Simpson lors du procès pour les meurtres de son épouse Nicole Brown et de Ron Goldman en 1995. Kim Kardashian était également connue comme une amie et une styliste personnelle pour Paris Hilton après qu'elle est apparue dans 4 épisodes de l'émission de Paris Hilton, The Simple Life, de 2003 à 2006. Kim Kardashian a rencontré Ray J en 2002, alors qu'il travaillait comme styliste personnel pour sa sœur, Brandy Norwood.
En décembre 2018, Kim Kardashian a admis qu'elle avait pris de l'ecstasy (MDMA) pendant le tournage de la cassette,.

## Sortie
Le film est sorti le 21 mars 2007 par Vivid Entertainment. Selon un communiqué de presse publié par Vivid Entertainment, la société a acheté la bande à un « tiers » pour 1 million de dollars.
En février 2007, avant la sortie du film, Kim Kardashian a poursuivi Vivid Entertainment pour invasion de la vie privée et pour les profits et la propriété de la bande, mais elle a abandonné le procès à la fin avril 2007, se mettant d'accord avec Vivid Entertainment pour 5 millions de dollars.
En avril 2016, le journaliste Ian Halperin a allégué dans son livre Kardashian Dynasty que Kim Kardashian et sa mère, Kris Jenner, avaient délibérément divulgué la sex tape à Vivid Entertainment. Selon Halperin, « un ami commun de Kim et Paris Hilton lui avait dit que si elle voulait devenir célèbre, une sex tape serait la voie à suivre. Kim avait discuté au préalable de l'idée de produire une cassette avec sa famille. C'est Kris qui a conçu l'accord dans les coulisses avec Vivid Entertainment et était responsable du fait que la bande voit le jour. » Lors de la sortie de la dynastie Kardashian, un représentant de Kardashian et de Jenner a nié toutes les affirmations de Halperin.